# Бой у Занзибара (1914)
Бой у Занзибара (англ. Battle of Zanzibar) произошёл 20 сентября 1914 года между германским крейсером «Кёнигсберг» и английским крейсером «Пегасус».

## Перед боем
После начала Первой мировой войны германский крейсер «Кёнигсберг», находившийся в тот момент в западной части Индийского океана, приступил к боевым действиям против английского и французского торгового судоходства. В сентябре он встал на якорь в дельте реки Руфиджи.
Английское соединение из трёх крейсеров — «Гиацинт», «Астрея» и «Пегасус» под командованием контр-адмирала Герберта Кинг-Холла — с началом войны обстреляло Дар-эс-Салам, а затем стало перехватывать германские суда у берегов Германской Восточной Африки. Однако на «Пегасусе» обнаружились неполадки в машине, и ему пришлось отделиться от отряда, направившись для ремонта в Занзибар.
Получив информацию о том, что английский крейсер вошёл в гавань Занзибара, командир «Кёнигсберга» пришёл к выводу, что это либо «Астрея», либо «Пегасус», уступающие «Кёнигсбергу» по вооружению, и решился на немедленную атаку. 19 сентября 1914 года германский крейсер покинул дельту Руфиджи и отправился к Занзибару.

## Ход боя
20 сентября в 6 часов утра с английского вооружённого буксира «Хельмут», стоявшего в дозоре на подходе к Занзибару, было обнаружено большое судно, входящее на рейд через южный проход. Капитан «Хельмута» направился к нему, чтобы сообщить, что торговым пароходам пользоваться этим фарватером запрещено, однако с судна раздался выстрел, после чего оно подняло германский военно-морской флаг. Это оказался «Кёнигсберг».
Увеличив ход, «Кёнигсберг» приблизился к порту и открыл огонь по крейсеру «Пегасус». Так как английские орудия могли вести эффективную стрельбу лишь на 38,5 кабельтовых, а немцы стреляли с 45 кабельтовых, то уже через 8 минут все обращённые к морю орудия «Пегасуса» были выведены из строя. «Кёнигсберг» подошёл ближе и открыл стрельбу практически в упор. Через 20 минут, оставив позади тонущий «Пегасус», «Кёнигсберг» направился к выходу в море, перенеся огонь на береговую радиостанцию. По пути с корабля демонстративно сбрасывали за борт пустые цинковые контейнеры из-под кордита, имитируя постановку минного заграждения. Один из них в настоящее время экспонируется в музее истории Занзибара, вместе со спасательным кругом с крейсера «Пегасус» (на снимках).

## Результаты
Англичане потеряли крейсер «Пегасус», на котором из 234 человек экипажа погибло 2 офицера и 32 матроса, и 59 человек было ранено. На берегу была разрушена радиостанция и погибло 45 солдат английских колониальных войск.

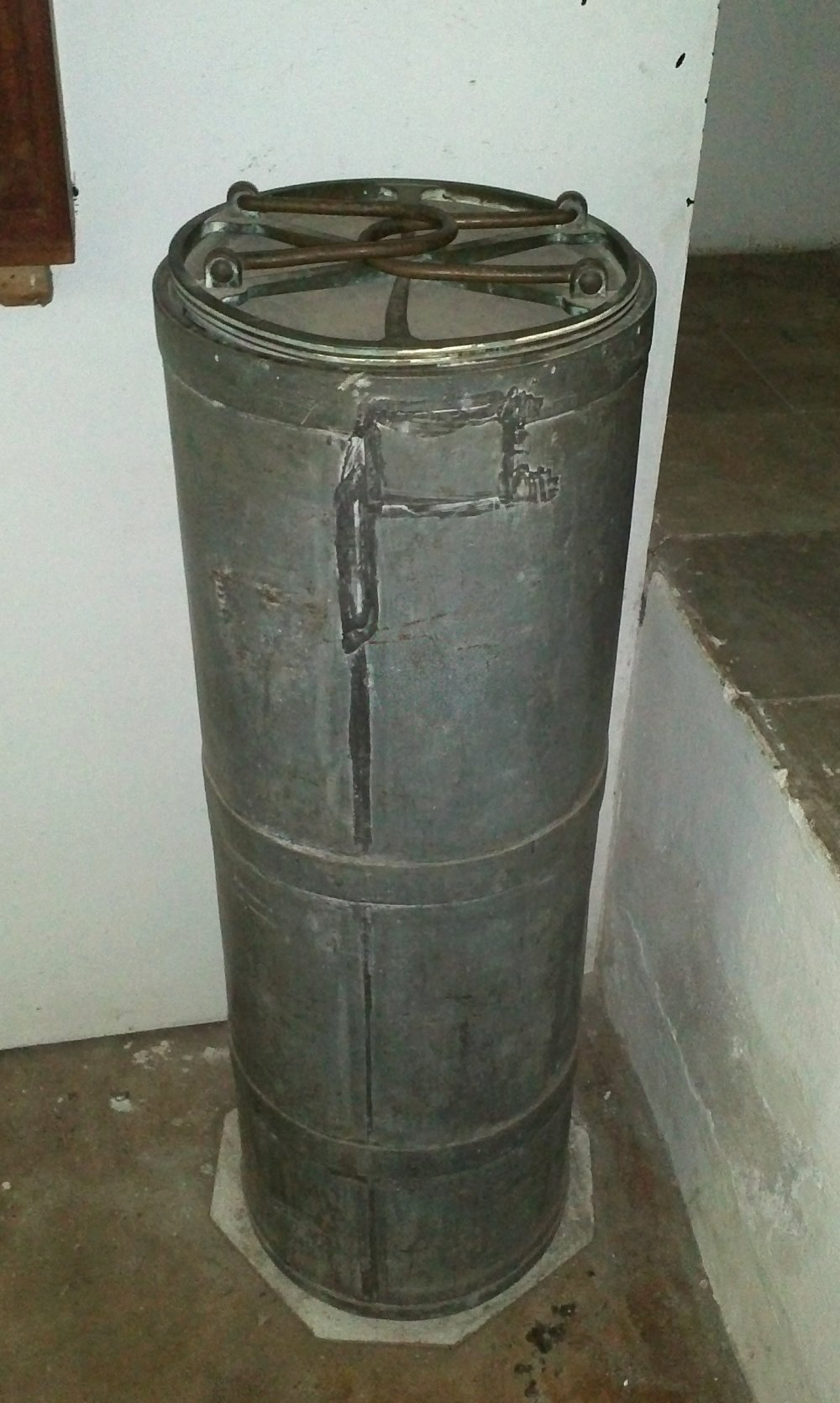
Контейнер из-под кордита с крейсера «Кёнигсберг»
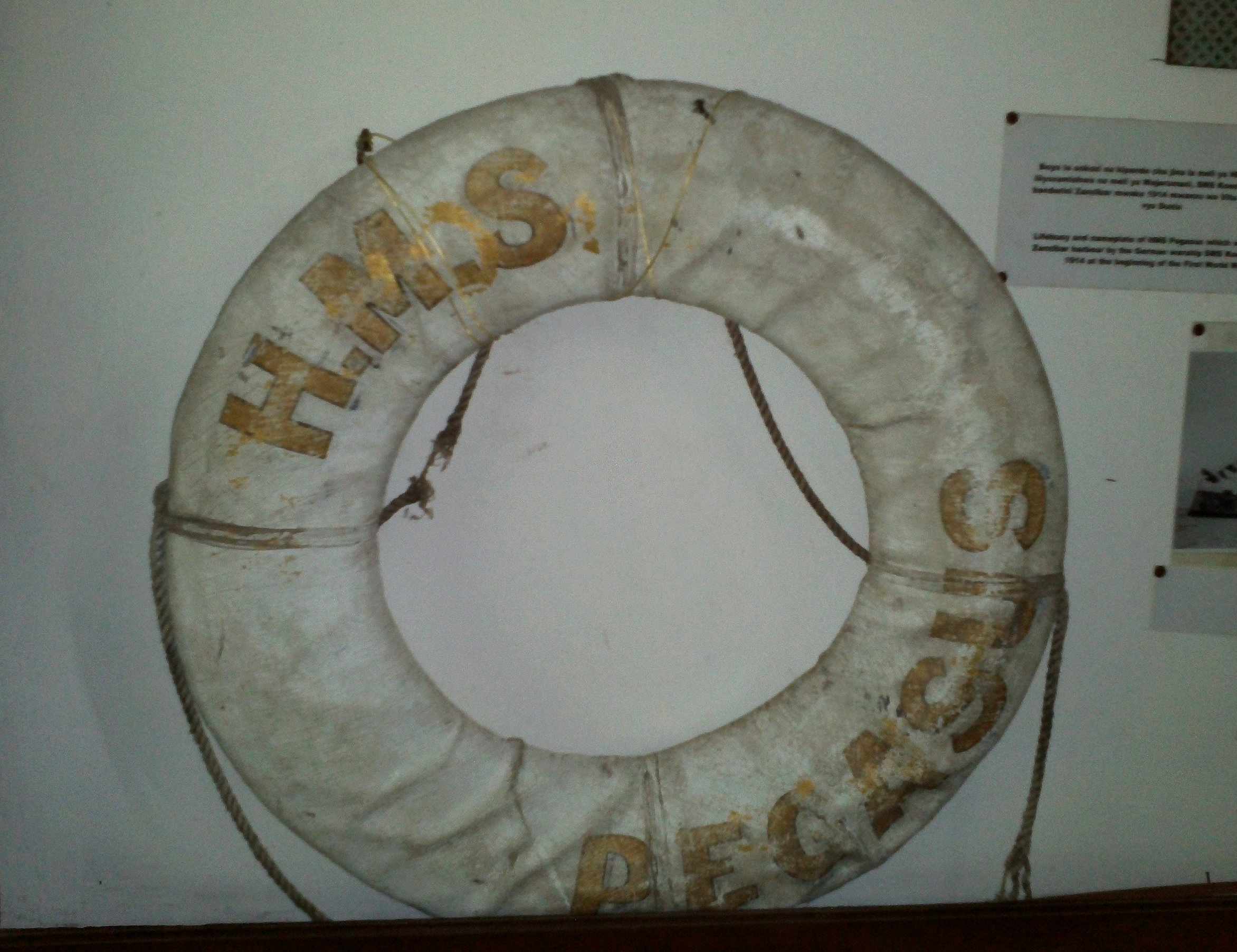
Спасательный круг с крейсера «Пегасус»